# 單葉軟葉蘭
單葉軟葉蘭（学名：Malaxis monophyllos）为蘭科小柱蘭屬下的一个种。

## 扩展阅读
- 維基物種上的相關：單葉軟葉蘭